# Johannes Thiemann
Johannes Thiemann (Tréveris; 9 de febrero de 1994) es un baloncestista alemán que juega para el Gunma Crane Thunders de la B.League japonesa. Con 2,05 metros de altura, juega en la posición de ala-pívot o pívot. Desde 2016, es miembro de la selección absoluta de Alemania.

## Primeros años
Johannes Thiemann nació en Tréveris, en el estado de Renania-Palatinado, Alemania, el 9 de febrero de 1994 de padre camerunés y madre alemana. Se crio en Neunkirchen am Brand y de joven jugaba al fútbol como mediocampista. Sin embargo, debido al crecimiento acelerado de su cuerpo para su edad, lo obligaron a cambiar a la posición de defensor y eso causó que perdiera interés por el deporte. Fue a los 16 años cuando, por influencia de un profesor de educación física, comenzó a practicar baloncesto en un equipo escolar. Al poco tiempo captó el interés del Brose Bamberg y se unió al equipo. Desde 2010 hasta 2013, jugó para equipos juveniles asociados a Bamberg: primero para Regnitztal Baskets y posteriormente para TSV Breitengüßbach. Con este último salió campeón de la Basketball Bundesliga Junior (NBBL) en 2012.

## Trayectoria deportiva
Thiemann hizo su debut profesional en 2013 cuando fue llamado al equipo de primera división de Brose Bamberg, aunque su participación fue limitada y solo disputó seis partidos. Al mismo tiempo que jugaba para Bamberg, también se unió al equipo filial Baunach Young Pikes que disputaba la tercera división nacional, la liga ProB. Con promedios de 12 puntos y 6,5 rebotes, Thiemann ayudó a que Baunach alcanzara la final del campeonato lo que le valió el ascenso a la ProA, la segunda división. Durante las siguientes temporadas siguió alternando tiempo de juego entre Bamberg y Baunach, y en la temporada 2015-16 tuvo promedios de 15,3 puntos, 9,6 rebotes y 1,9 asistencias en la liga ProA, que le valieron el galardón de mejor jugador joven del año.
El 3 de junio de 2016, Thiemann fichó para el MHP Riesen Ludwigsburg por dos temporadas. En su primera temporada, disputó 37 encuentros con promedios de 8,3 puntos y 4,8 rebotes por partidos, mientras que en su segunda fueron 19 partidos con 10,4 puntos y 4,1 rebotes de promedio. Thiemann no pudo completar esta última temporada debido a una lesión de isquiotibiales en febrero de 2018 que lo dejó apartado del juego por un par de meses.
El 3 de julio de 2018, ALBA Berlín anunció el fichaje de Thiemann por tres años. Con el equipo alcanzó dos campeonatos de la Bundesliga de manera consecutiva en 2020 y 2021, además de la copa nacional en 2020. El 21 de junio de 2021, acordó la firma de un nuevo contrato para continuar con ALBA Berlín. En la siguiente temporada, el equipo berlinés se alzó por tercera vez consecutiva con el título de liga y Johannes Thiemann fue nombrado MVP de las finales por sus 15 puntos, 4 rebotes y 4 asistencias en el cuarto juego decisivo. En la serie tuvo promedios de 8,8 puntos, 2,5 rebotes y 2,5 asistencias con una efectividad de 73,3 por ciento en tiros de campo. Durante esa temporada, nuevamente formó parte del equipo campeón de la copa alemana, al vencer a Crailsheim Merlins en la final.
Tras seis temporadas en Berlín, en julio de 2024 se une a los Gunma Crane Thunders de la B.League japonesa.

### Selección nacional
En 2012, Thiemann participó del Campeonato Europeo de Baloncesto Masculino Sub-18 en Letonia y Lituania, donde el equipo terminó en la posición 14 de 16, lo que significó su descenso a la división B. En julio de 2014 formó parte del equipo que disputó el EuroBasket Sub-20 en Grecia y terminó en la posición 14 de 20.
Thiemann hizo su debut con la selección mayor en 2016, disputando un partido amistoso contra Ucrania en donde anotó 8 puntos. Para el EuroBasket 2017 formó parte de la plantilla de Alemania. Durante el torneo masculino de baloncesto en los Juegos Olímpicos de Tokio 2020, jugó para la selección y en 4 partidos promedió 6,5 puntos y 6 rebotes, contribuyendo a que el equipo llegue a los cuartos de final. En el EuroBasket 2022 formó parte del equipo alemán que ganó la medalla de bronce y promedió 8 puntos y 3,3 rebotes.
El entrenador Gordon Herbert incluyó a Thiemann en la lista de jugadores a disputar la Copa Mundial de Baloncesto de 2023. El equipo llegó a la fase final y en una victoria ajustada ante Letonia (81-79) por los cuartos de final, Thiemann aportó 10 puntos y 7 rebotes. En la semifinal, en lo que fue una victoria histórica ante Estados Unidos (113-111) que llevó a Alemania a su primera final de un Mundial, Thiemann anotó 10 puntos y capturó 5 rebotes. Luego se hicieron con el oro, tras ganar la final ante Serbia.
Entre julio y agosto de 2024 fue parte de la selección absoluta de Alemania, que disputó los Juegos Olímpicos de París, finalizando en cuarta posición, tras perder la final de consolación ante Serbia.